# Uroleucon lactucicola
Uroleucon lactucicola är en insektsart. Uroleucon lactucicola ingår i släktet Uroleucon och familjen långrörsbladlöss. Inga underarter finns listade i Catalogue of Life.